# Эндонуклеазы
Эндонуклеазы — белки из группы нуклеаз, расщепляющие фосфодиэфирные связи в середине полинуклеотидной цепи. Эндонуклеазы рестрикции, или рестриктазы, расщепляют ДНК в определенных местах (так называемых сайтах рестрикции), они подразделяются на три типа (I, II и III) на основании механизма действия. Эти белки часто используют в генной инженерии для создания рекомбинантных ДНК, которые вводят затем в бактериальные, растительные или животные клетки.
Никаза (надрезающая эндонуклеаза) является ферментом, который режет лишь одну цепь двухцепочечной ДНК в определенных последовательностях нуклеотидов (участках узнавания), называемых сайтом рестрикции. В результате образуется надрезанная, а не разрезанная ДНК. Никазы вместе с ДНК-полимеразой 1 используются для замены некоторых из нуклеотидов в последовательности ДНК их  аналогами, мечеными флюоресцентной или же радиоактивной меткой, что позволяет затем использовать эту ДНК в качестве зонда для флюоресцентной гибридизации in situ, блоттинга и ряда других методов молекулярной биологии.